# San Martín de Oscos
San Martín de Oscos ist eine Stadt und auch eine Gemeinde in der Autonomen Gemeinschaft Asturien im Norden Spaniens.

## Lage
Die Gemeinde ist begrenzt von Illano im Norden, Grandas de Salime im Süden, von Pesoz im Westen und im Osten von Santa Eulalia de Oscos und Villanueva de Oscos.

## Geschichte
Funde aus der Steinzeit bestätigen die frühe Besiedelung der Region. So wurden Dolmen gefunden, die noch heute sehr beeindruckende Zeugnisse dieser Epoche sind. In den benachbarten Gemeinden zeugen auch heute noch Hügelgräber und mehrere Wallburgen von der Besiedelung durch die Gallaeker und Asturer.

## Geologie

### Grund und Boden
Der überwiegend aus Kalk- und Schiefer bestehende Untergrund mit dem Pico La Vaga (1.081 m) als höchste Erhebung ist typisch für die Region.

### Gewässer
Die Gemeinde wird vom Río Navia und einigen seiner Zuflüsse, Ahío, Sotuelo, Ferreira und San Martín durchquert.

### Klima
Das Klima in San Martín ist auch für asturische Verhältnisse sehr kalt. Schneefälle mit Verkehrsbehinderungen im Winter sind die Regel und die Sommer sind kurz und mild, im Frühling und Herbst kommt es mitunter zu relativ starken Stürmen.

## Wirtschaft
Wie in weiten Teilen Asturiens ist die Landwirtschaft hier der größte Erwerbszweig. Bedingt durch die großen Waldgebiete wird hier auch die Forstwirtschaft sehr rege betrieben. Handel und Produktion findet nur in mittelständischen Betrieben statt.
| TOTAL | 127 | 100   |
| Ackerbau, Viehzucht und Fischerei                                                                         | 80  | 62,99 |
| Industrie                                                                                                 | 2   | 1,57  |
| Bauwirtschaft                                                                                             | 5   | 3,94  |
| Dienstleistungsbetriebe                                                                                   | 40  | 31,50 |
| * Daten, Stand 2009. (PDF; 114 kB), SADEI – Statistisches Amt für Wirtschaftliche Entwicklung in Asturien |     |       |

## Politik
| Partei       | 1979 | 1983 | 1987 | 1991 | 1995 | 1999 | 2003 | 2007 | 2011 | 2015 |
| ------------ | ---- | ---- | ---- | ---- | ---- | ---- | ---- | ---- | ---- | ---- |
| PSOE         | 5    | 2    | 5    | 5    | 5    | 4    | 4    | 4    | 4    | 6    |
| CD / AP / PP |      | 2    | 2    | 0    | 2    | 2    | 3    | 3    | 2    | 1    |
| PCE / IU-BA  |      |      |      |      |      |      |      |      | 1    |      |
| UCD / CDS    | 4    |      |      | 2    |      |      |      |      |      |      |
| URAS         |      |      |      |      |      | 1    |      |      |      |      |
| Parteolose   |      | 3    |      |      |      |      |      |      |      |      |
| Total        | 9    | 7    | 7    | 7    | 7    | 7    | 7    | 7    | 7    | 7    |

## Bevölkerungsentwicklung der Gemeinde
Quelle: INE-Archiv – grafische Aufarbeitung für Wikipedia
Der Kreis hat sich in den Jahrzehnten seit 1975 stark entvölkert. Von den 32 Dörfern und Weilern des Kreises sind inzwischen sieben unbewohnt, drei haben nur einen Einwohner und weitere acht eine Einwohnerzahl unter 6.

## Sehenswürdigkeiten
- Palacio de Mon, barocker Palast aus dem 18. Jahrhundert
- Casa de los Guzmanes de Vegadeo, Palast aus dem 18. Jahrhundert
- Pfarrkirche San Martín von 1828

## Feste
- Fiesta de la cumbres borrascosas – Ende des Frühjahres
- Fiesta del Santo Ángel de la Guarda – Ende August in El Edrado
- Fiesta de la Laguna – 17. bis 20. Juli in El Entrego
- Fiesta del pote (San Bartolomé) – Ende August

## Parroquias
Die Gemeinde San Martín de Oscos ist in 4 Parroquias unterteilt
- Illano – 12 Einwohner (2006)
- Labiarón – 70 Einwohner (2006)
- Oscos – 368 Einwohner (2006)
- Pesoz – 16 Einwohner (2006)

(Quelle: INE)

## Weiler und Dörfer
- Ron – 15 Einwohner (2006)
- San Pelayo – 16 Einwohner (2006)
- San Pedro de Ahío – 5 Einwohner (2006)
- Bousoño – 15 Einwohner (2006)
- Villarquille – 20 Einwohner (2006)
- Loujedo – 18 Einwohner (2006)
- Mon – 5 Einwohner (2006)
- Sotuelo – 7 Einwohner (2006)
- Vilarín de Trasmonte – 4 Einwohner (2006)